# 天龍座ν
天龍座ν，又名BD+55 1944，HD 159541、SAO 30447、HR 6554，是天龍座的一颗恒星，视星等为4.88，位于銀經83.03，銀緯33.14，其B1900.0坐标为赤經17h 30m 12.3s，赤緯+55° 33.14′ 9″。